# Gunnel Wallin
Anna Gunnel Wallin, född Nilsson 8 december 1939 i Björnekulla församling i Kristianstads län, är en svensk hushållslärare och politiker (centerpartist), som var riksdagsledamot för Skåne läns norra och östra valkrets 1998–2002 och 2009–2010. I riksdagen var hon först suppleant och sedan ledamot i justitieutskottet 1998–2002, samt suppleant i socialutskottet och trafikutskottet.
Wallin uppmärksammades 2001 för att ha medverkat till installation av vattenvirvlare i riksdagen. Hon har även motionerat om sommartid året runt.